# 瓦森 (伊利諾伊州)
瓦森（英語：Wasson）是位於美國伊利諾伊州薩林縣的一個非建制地區。該地的面積和人口皆未知。

## 地理
瓦森的座標為37°27′17″N 88°29′05″W / 37.45472°N 88.48472°W，而該地的平均海拔高度為117米（即384英尺）。